# Família Gabeliano
Gabeliano (em latim: Gabelianus) ou Gabeleã (em armênio: Գաբեղեան; romaniz.: Gabełean) foi uma família nobre armênia (nacarar) da Antiguidade e Idade Média.

## Nome
Gabeliano é a forma latinizada do armênio Gabeleã (Գաբեղեան, Gabełean), que é composto pelo antropônimo Gabal (Գաբաղ, Gabał), que segundo Moisés de Corene foi seu ancestral epônimo, e o sufixo patronímico -ean (եան).

## História
Moisés de Corene, ao mencionar os Gabelianos, afirma que não eram descendentes de Haico, o ancestral epônimo do povo armênio. Com base nisso, Cyril Toumanoff propôs que fossem um ramo dos Camsaracanos. Reinava no cantão homônimo situado na margem direita do Araxes Médio, na província de Airarate, no Reino da Armênia. Tradicionalmente ocupava o ofício de mestre do palácio, que de acordo com Moisés foi concedido ao epônimo Gabal pelo mítico Valarsaces I. A Lista de Trono (Գահնամակ, gahnamak) os menciona em 26.ª posição entre as casas nobres. A Lista Militar (Զորնամակ, Zōrnamak), o documento que indica a quantidade de cavaleiros que cada uma das famílias nobres devia ceder ao exército real em caso de convocação, afirma que podiam arregimentar 300 cavaleiros.
Em 450-451, Artanes esteve entre os nobres que apoiaram a revolta de Vardanes II contra a autoridade do xainxá Isdigerdes II (r. 438–457). Nos anos 480, outros dois membros da família, Satom e Gabal, apoiaram as tropas rebeldes de Vaanes I contra as tropas do xainxá Perozes I (r. 459–484). No tempo do Emirado da Armênia, a família perdeu sua propriedade e migrou à Vaspuracânia, onde estiveram entre os vassalos da família Arzerúnio. Cyril Toumanoff propôs que o imperador Romano I (r. 920–944) podia descender dos Gabelianos.